# 李学清
李学清（1892年—1977年），字宇洁，男，江苏吴县人，中国地质学家、矿物学家、地质教育家，曾任南京大学教授。